# یوسف آسوگبا
یوسف آسوگبا (انگلیسی: Youssouf Assogba؛ زادهٔ ۲۱ اوت ۲۰۰۱) بازیکن فوتبال اهل بنین است.
وی همچنین در تیم ملی فوتبال بنین بازی کرده است.